# François Margolin
Pour les articles homonymes, voir Margolin.
François Margolin, né le 29 mars 1955 à Paris, est un réalisateur, producteur de cinéma et scénariste français.

## Biographie
Après des études de mathématiques et d'architecture, François Margolin intègre l'IDHEC en 1974 et obtient son diplôme en 1977. Il est ensuite assistant puis monteur de Raymond Depardon.
Son premier court-métrage en tant que réalisateur, Elle et Lui, remporte le Prix Jean-Vigo en 1986. Puis, il co-écrit des scénarios Hou Hsiao-hsien, Arielle Dombasle ou Szymon Zaleski.
Il signe un premier long-métrage, Mensonge, avec Nathalie Baye, Grand Prix des Festivals de Chicago et Tokyo. Suivent des documentaires, en particulier La Pitié Dangereuse (co-auteur Rony Brauman), une histoire politique de l’Humanitaire, Falashas, sur les Juifs noirs d’Ethiopie, L’Opium des Talibans, prix du FIPA 2001, ou encore Les Petits Soldats, sur les enfants-soldats du Libéria. L’Antiquaire, avec Michel Bouquet, Robert Hirsch, François Berléand ou encore Anna Sigalevitch, sort en mars 2015. Enfin, en 2016, Salafistes, co-réalisé avec Lemine Ould Salem, documentaire, suscite la polémique en France après sa présentation au FIPA. Le film censuré en France, sort aux Etats-Unis en 2019.
En tant que producteur il a travaillé avec des réalisateurs tels que Raoul Ruiz (La Nuit d’en Face), Hou Hsiao-hsien (Le Voyage du Ballon Rouge), Olivier Assayas (Boarding Gate), Djinn Carrénard (Donoma), Raymond Depardon (Empty Quarter), Bernard-Henri Lévy (Peshmerga, La Bataille de Mossoul…), Hélène Lapiower (Petite Conversation Familiale), Danis Tanović (Mort à Sarajevo), Claude Lanzmann (Napalm), Catherine Breillat, Arielle Dombasle, Claire Denis, Costa Gavras, Pavel Lounguine ou Abbas Kiarostami.
Il enseigne le documentaire à l’Université Panthéon-Sorbonne en Licence et en Master 2 entre 2008 et 2016.
Il est membre des jurys de différents Festivals à Montréal, San Francisco, Clermont-Ferrand, Londres, Rome, Pyongyang, ou encore Ouagadougou. Il est aussi membre de commissions au Centre National de la Cinématographie et à la Région Ile de France.
Il dirige la société de production de cinéma Margo Films.

En 2014, il est membre du jury du 14e Festival International du film de Pyongyang en Corée du Nord.

## Filmographie

### Réalisateur
- 1988 : Elle et lui (court métrage)
- 1992 : Mensonge
- 1995 : Falashas et 10 ans après
- 1996 : La Pitié dangereuse
- 2000 : L'Opium des talibans
- 2005 : Les Petits Soldats
- 2015 : L'Antiquaire
- 2016 : Salafistes
- 2023 : Sarah Halimi, un crime antisémite et impuni[7]

### Scénariste
- 2008 : Le Voyage du ballon rouge de Hou Hsiao-hsien
- 2005 : Les Petits soldats
- 1992 : Mensonge

### Producteur
- 2009 : La Maison Nucingen de Raoul Ruiz
- 2008 : Le Voyage du ballon rouge de Hou Hsiao-hsien
- 2007 : Boarding Gate d'Olivier Assayas
- 2004 : Dias de campo de Raoul Ruiz
- 1995 : À propos de Nice, la suite de Catherine Breillat

### Directeur de la photographie
- 2005 : Les Petits soldats

### Monteur
- 1983 : Faits divers de Raymond Depardon

### Producteur délégué
- 2007 : Boarding Gate d'Olivier Assayas
- 1985 : Empty Quarter, une femme en Afrique de Raymond Depardon

### Assistant réalisateur
- 1982 : Balles perdues de Jean-Louis Comolli

## Distinctions
- 1988 : Prix Jean-Vigo pour Elle et lui.